# Арманду Петі
Аманду Гонсалвіш Тейшейра (порт. Armando Gonçalves Teixeira, [ɐɾˈmɐ̃du ɡõˈsaɫvɨʃ tejˈʃejɾɐ]), більш відомий як Петі (фр. Petit, нар. 25 вересня 1976, Страсбург) — португальський футболіст, що грав на позиції півзахисника. По завершенні ігрової кар'єри — футбольний тренер. Наразі очолює тренерський штаб команди «Ріу-Аве». 
Виступав за ряд португальських клубів та німецький «Кельн», а також національну збірну Португалії.

## Клубна кар'єра
Вихованець «Боавішти». У дорослому футболі дебютував 1994 року виступами за команду «Ешпозенде» з третього за рівнем дивізіону Португалії, в якій провів один сезон, взявши участь у 26 матчах чемпіонату.
Надалі по сезону провів у нижчолігових клубах «Гондомар» та «Уніан-де-Ламаш», після чого повернувся в «Ешпозенде».
Першим клубом елітного дивізіону для Аманду став «Жіл Вісенте», де він провів сезон 1999/00, протягом якого був ключовим гравцем команди.
Влітку 2000 року перейшов в «Боавішту», з якою виграв національну першість 2001 року.
2002 року став гравцем «Бенфіки», де одразу закріпився переважно складі, вигравши Кубок Португалії в 2004 і чемпіонат в 2005 році. 2006 року клуб вийшов до чвертьфіналу Ліги Чемпіонів, де поступився майбутньому тріумфатору — «Барселоні». Всього відіграв за лісабонський клуб шість сезонів своєї ігрової кар'єри. Більшість часу, проведеного у складі «Бенфіки», був основним гравцем команди.
29 липня 2008 року було оголошено, що Петі підписав контракт з німецьким «Кельном». Він забив свій перший гол за «Кельн» в серпні 2008 року в матчі Кубка Німеччини проти «Нідерауербаха» з п'ятої німецької ліги.
12 серпня 2012 року Петі повернувся в рідну «Боавішту», яка виступала в третьому дивізіоні, де і припинив виступи на професійному рівні влітку 2013 року.

## Виступи за збірну
Виступав за юнацькі збірні різних вікових категорій. 1996 року у складі збірної до 16 років став чемпіоном Європи, забивши у фіналі турніру вирішальний гол у ворота однолітків з Франції
2 червня 2001 року дебютував в офіційних іграх у складі національної збірної Португалії в матчі-кваліфікації на ЧС-2002 проти збірної Ірландії (1:1). 
У складі збірної був учасником чемпіонату світу 2002 року в Японії і Південній Кореї, чемпіонату Європи 2004 року у Португалії, де разом з командою здобув «срібло», чемпіонату світу 2006 року у Німеччині, чемпіонату Європи 2008 року в Австрії та Швейцарії. Останній матч за збірну провів проти Німеччини на Євро-2008. У цьому матчі його команда поступилася 2:3.
Протягом кар'єри у національній команді, яка тривала 8 років, провів у формі головної команди країни 57 матчів, забивши 4 голи.

## Кар'єра тренера
Розпочав тренерську кар'єру у жовтні 2012 року, ставши граючим тренером «Боавішти». Після завершення ігрової кар'єри залишився головним тренером команди, яку тренував до 2015 року. Надалі тренував ряд інших португальських клубів.

## Титули і досягнення

### Командні
- Чемпіон Португалії (2):

«Бенфіка»: 2000/01, 2004/05
- Володар Кубка Португалії (1):

«Бенфіка»: 2003/04
- Володар Суперкубка Португалії (1):

«Бенфіка»: 2005
- Віце-чемпіон Європи: 2004

### Особисті
- Футболіст року в Португалії: 2001